# Amélie de Bourbon Parme
Pour les articles homonymes, voir Amélie de Bourbon.
Pour les autres membres de la famille, voir Maison de Bourbon-Parme.
Amélie de Bourbon Parme, née le 13 mars 1977 à Paris, est un écrivain, historienne et communicante française.

## Famille
Amélie de Bourbon Parme est la fille du prince Michel de Bourbon, officier de parachutistes ayant participé à l’opération Jedburgh pendant la Seconde Guerre mondiale puis à la guerre d'Indochine, et de Laure Astrid Le Bourgeois, née en 1950. Son grand-père Philippe Le Bourgeois, officier de marine, a rejoint les Forces françaises libres dès le 3 juillet 1940. Son grand-père René de Bourbon, époux de la princesse Marguerite de Danemark, a également servi comme officier contre l'Allemagne nazie. Il était frère de Zita d’Autriche, dernière impératrice d’Autriche et reine de Hongrie.

## Carrière littéraire
En 2001, elle publie, à 24 ans, son premier roman, Le Sacre de Louis XVII, dans la collection L'Infini dirigée par Philippe Sollers aux éditions Gallimard. Selon Le Parisien, « c'est un témoignage plus qu'un roman », retraçant à la fois les derniers jours de Louis XVII, fils de Louis XVI et de Marie-Antoinette, et l’enquête qui permit d’élucider le mystère de l’affaire Louis XVII à travers l’ADN du cœur de l’enfant du Temple.
Elle reçoit la bourse du prix Cino Del Duca, qui récompense un talent prometteur. Après un passage dans l’édition, elle est chargée de mission auprès de Luc Ferry, ancien ministre de l'Éducation nationale, président du Conseil d'analyse de la société depuis 2004.
En 2015, elle publie, toujours chez Gallimard, son deuxième roman, Le Secret de l'empereur, sur l’abdication de l’empereur Charles Quint et sa retraite au monastère de Yuste. « L’intrigue du livre tourne autour d’une étrange pendule, dont le fonctionnement et la finalité échappent à son mystérieux et glorieux ancêtre, alors qu’il vit retiré au monastère de Yuste, au fin fond de l’Estrémadure, après avoir abdiqué en faveur de son fils Philippe II d’Espagne » raconte Alain Beuve-Méry. Le roman reçoit le prix Marguerite Puhl-Demange, décerné par un jury de lecteurs à Metz en 2016, puis le prix du roman historique des Rendez-vous de l'histoire de Blois en 2016 des mains de la ministre de la Culture, Audrey Azoulay.
D’octobre 2017 à juin 2019, Amélie de Bourbon Parme contribue chaque semaine à la nouvelle formule du Parisien Week-End par des chroniques historiques. Le recueil de ces chroniques, Étonnantes histoires de l'Histoire, est publié aux éditions de l'Archipel. Depuis 2018, elle est membre du comité de mécénat du Centre des monuments nationaux.
En 2023, elle publie, chez Gallimard, L'Ambition, premier tome de son troisième roman, Les trafiquants d'éternité, trilogie consacrée à la vie d'Alexandre Farnèse, le pape Paul III, acteur majeur de la Contre-Réforme catholique, mais aussi fondateur de la dynastie des ducs de Parme. Pour L'Orient littéraire, « Dans sa peinture de l’Italie de la Renaissance, Amélie de Bourbon Parme fait preuve d’une maîtrise rare du roman historique. […] La période est parfaitement choisie, convulsive à souhait, les intrigues s’emmêlent, les destins se font et se défont, le décor […] est reconstitué avec érudition, mais sans pesanteur aucune. » L'ouvrage reçoit le Prix Maurice Druon du roman historique 2024,.
Amélie de Bourbon Parme est membre du jury du Prix Hugues Capet, depuis 2025, et du jury du Prix Philippe Sollers, également depuis 2025.

## Vie privée
En 2009, elle épouse Igor Bogdanoff, dont elle divorce en mai 2018 ; de cette union sont nés Alexandre, le 24 octobre 2011, et Constantin, le 29 août 2014. Elle se remarie en juin 2024.

## Ouvrages
- Le Sacre de Louis XVII, coll. L’Infini, éditions Gallimard, 2001. Folio, 2002.
- Le Secret de l’empereur, éditions Gallimard, 2015. Folio, 2016.
- Étonnantes histoires de l’Histoire, éditions l’Archipel, 2019.
- Les Trafiquants d'éternité : 
  - I. L'Ambition, éditions Gallimard, 2023. Folio, 2024.
  - II. L'Ascension, éditions Gallimard, 2024.